# 普樂道
普樂道（英語：Pollock's Path）是香港的一條道路，位於香港島太平山區歌賦山上。普樂道為一條掘頭馬路，西端連接種植道及施勳道交界，東端的盡頭為歌賦山山頂。道路以香港前首席非官守議員普樂命名。
普樂道在太平山豪宅區具有較高價值，因其道路較為寬闊。該處約有十多座豪宅，當中最著名為周星馳的物業天比高。

## 普樂道名人業主（部份）
- 普樂道1、3及5號伯恩光學楊建文$28億（2017年），地盤面積達51107平方呎，可建樓面25,554平方呎
- 普樂道2號霍英東家族（1960年購入，三房住宅）
- 普樂道4及6號香港上海滙豐銀行
- 普樂道8號法國總領事獨立屋菱電發展$5.8億（2011年）
- 普樂道10號天比高，影星周星馳於2004年以3.2億港元購入並引入發展商菱電發展合作重建，向地政總署申請改建成共四座樓高三層的獨立大屋，而所在的地的門牌亦有更改，由以往普樂道10號，改為普樂道10、12、16、18號。